# CRぱちんこ天国の階段
『CRぱちんこ天国の階段』（シーアールぱちんこてんごくのかいだん）は、2009年に京楽産業.から発売されたデジパチタイプのパチンコ。
その名の通り、韓国ドラマ『天国の階段』とのタイアップ機である。

## 概要
本機は、京楽産業.から2006年に発売された『CRぱちんこ冬のソナタ』につづく韓国ドラマのパチンコ第2弾であり、2009年9月に発売された。
進化系ぱちんこのひとつで、入賞口別抽選を採用し、通常時は潜伏確変の比率が高くなっている。電チューからの保留消化は電チュー入賞が先に消化されるため、高確率・時短中は電チューからの抽選がメインとなり大当たりはすべて15Rとなる。

### スペック

#### CRぱちんこ天国の階段M11
- 賞球数 3&10&13
- 大当たり確率：1/315.1（低確率）→1/31.5（高確率）
- 小当たり確率：1/172（ヘソ入賞）
- 確変割合：65%
  - ヘソ入賞 15R確変：35.0%、2R確変（電サポあり）：3.0%、2R確変（電サポなし）：27.0%、15R通常：35.0%
  - 電チュー入賞 15R確変：65%、2R確変（電サポあり）：0%、2R確変（電サポなし）：0%、15R通常：35.0%
- 大当たりラウンド：15ラウンド・8カウント
- 特賞出玉：約1350個
- 時短：全ての大当たり終了後100回転

### 図柄

#### 確変図柄
- 3：キム・ジス（チョンソ）
- 7：ソンジュ
- 天：テファ
- 国：チョンソ
- 階：ソンジュ
- 段：ユリ

#### チャンス（通常）図柄
- 1：チャン理事
- 2：チェヒ
- 4：ミラ
- 5：ミン会長
- 6：ビルス
- 8：ハン教授（チョンソの父）

幼少期モードでは確変図柄が変化する。

## ゲームポイント
天国ZONE
ハートCHANCE絵柄が3つ揃えば突入。全ての期待度が大幅にアップ
天国の階段モード
- キャラクター図柄が3つ揃い扉が閉まれば突入
- 扉の色の期待度（白＜赤）
- 天使のオーラに注目！（白＜緑＜赤）
- スタートするステージの期待度（第一章<第二章<第三章）
- 一章おきに出現する天使と悪魔のカードの数でモードアップの期待度が変化（天使が多いほど期待大）
- 一定回転おきにゲームにチャレンジし、クリアでモードアップ
- 最終章（天国モード）到達で、高確率濃厚

3大激アツ
いずれも信頼度50%オーバー
- 激アツボイス
- 木馬群
- 海再会リーチ

## 予告演出

### リーチ前
連続ハート予告
変動中、右図柄がすべり、ボタンを押してハートギミックが合体すれば突入（リーチ以上確定）。
回数が続けば続くほど期待度がアップする。
2回目から青→黄→赤→レインボーと役物の色が変化する。
3回目でリーチがかかればキャラ系以上のスーパーリーチ確定、4回目ならば完全実写系リーチへの発展が確定しハイチャンスとなる。
5回目で確変大当たり確定となる。　
リーチ確定予告で、右スベリが発生した場合は必ずハートギミックが合体する。
連続天国の箱予告
変動中、チャンス目等から突入。
回数が続けば続くほど期待度がアップする。
ソンジュが贈る4つの贈り物が大当たりへと誘う。（信じる心⇒希望（大チャンス）⇒愛（激アツ）⇒感謝（プレミアム））
リーチがかかれば一気に実写系スペシャルバージョンへ突入。
ステップアップ予告
チョンソ編、ソンジュ編ステップアップ予告
1. 表情変化
2. キャラが登場。台詞で期待度が変化。
3. 画面外にソンジュ（チョンソ）を発見。（リーチ確定）
4. チョンソ（ソンジュ）と画面内に現れたソンジュ（チョンソ）が見つめあい、ハートに包まれる。（スーパーリーチ確定）

チョンソのコートとソンジュのネクタイと台詞のフレームの色は3種類あり、白（青）<赤<ゼブラの順に期待度がアップする。
ステップ2で、チェヒやチャン理事などが登場した場合は、擬似連の可能性がある。
ステップ3で、ソンジュやチョンソではなくミラやミン会長などが登場することがあるが、この場合はステップ2扱いとなる。
ステップ3で、喧嘩に突入すればリーチ以上が確定する。喧嘩にチョンソ（ソンジュ）が勝てばステップ4が確定。
ステップ3で、見つけたのが実写のソンジュ（チョンソ）ならプレミアム。
幼少期編ステップアップ予告
1. 雨宿りするチョンソが出現
2. 車が画面を横切る
3. チョンソが画面外にいるソンジュを発見。（ステップ4確定）
4. チョンソと画面内に現れたソンジュが見つめあい、ハートに包まれる。（スーパーリーチ確定）

チョンソ（ソンジュ）編での台詞のフレームの予告は、車の色に対応している。
ステップ3で、ソンジュではなくユリが登場することがあるが、この場合はステップ2扱いとなる。
お絵描きステップアップ予告
1. 表紙が出現
2. ページが開き白黒描画
3. ページが開きカラー描画（リーチ確定）
4. ページが開きパラパラ漫画（スーパーリーチ確定）

表紙の色は3種類あり、青<赤<ゼブラの順に期待度がアップする。
テファが出現すれば擬似連の可能性がある。
連打ステップアップ予告
画面中央にチャンスボタンが現れ、チャンスボタンを連打すると画面内にウィンドウが現れる。予告はステップ1からステップ4まであり、ステップアップするごとにウィンドウが拡大する。ステップ3まで行けばリーチ確定。ステップ4でハイチャンスとなる。
ウィンドウの枠の色によって期待度が変化する（銀<ピンク<ゼブラ）。
ピンク枠以上でスーパーリーチへの発展が確定する。ゼブラ枠なら実写系リーチへの発展が確定し期待度が大幅アップする。
タイトルロゴステップアップ予告
「天国の階段」の文字が左右次々に点灯し、全て点灯後にチャンスボタンを押すと、ハート枠の中にアイテムや実写ムービーなどが表示される。
ロゴの点灯する色が変化することがあり、白<赤<レインボーの順に期待度がアップする。レインボーならプレミアム。
ウィンドウ会話予告
画面下に会話ウィンドウが出現し、キャラクターの顔とセリフが出現する。
チャンスボタンを押すと、その会話の返答が表示される。
セリフが赤く変化すればスーパーリーチ確定のチャンスアップで、2人ともセリフが赤くなればハイチャンスとなる。
シネバス予告
シネバスが出現し、ビジョンに映ったもので期待度が変化。
ハングル文字予告
変動中に画面が暗転し、白文字のハングル文字が出現する。チャンスボタンを押すと、ハングル文字の読みと翻訳が表示される。
チャンスボタンを押した際に文字の色が変わればチャンスアップ（緑<赤）となる。
全画面カットイン予告
変動中に、突如背景に天国の階段のワンシーンがカットインすれば、実写系リーチへの発展が確定し、期待度大幅アップとなる。中には出現しただけで確変大当たりが確定するプレミアムも存在する。京楽キャラや、ミスサプライズ（アッキーナなど）がカットインした場合も確変大当たり確定となる。
携帯保留予告
保留が携帯に変化する。キャラや台詞の内容で期待度が変化。
ハートチャンス予告
ボタンを連打し、合体すれば写った内容の演出へ突入。（キャラ系リーチ、実写系リーチ、天国の階段モード等）
クローバーチャンス予告
ボタンを3回押してカードをめくり、めくった内容で期待度が変化。（青:リーチ、赤:チャンス、ゼブラ:激アツ）
ハートチャンスとクローバーチャンス共通　扉に種類で期待度が変化（白＜赤（スーパー確定）＜シャンデリア（実写以上濃厚））
ドラマチック変動予告
左にリングのソンジュが停止し、さらに右にハートのチョンソが停止すればリングとハートが重なり、更に役物が合体し実写系スペシャルバージョンへ発展。

### リーチ後
羽根予告
リーチ発生後、チャンスボタンを押し羽根の色で期待度が変化。（白＜青＜緑（スーパー以上）＜赤（実写））
ハートギミックが出現すれば連続ハート予告へ。
群予告
リーチ後に、キャラクターの群が画面を横切れば信頼度大幅アップ、ならびに実写系リーチへの発展が確定する。
チョンソ編では「チョンソ群」、ソンジュ編では「ソンジュ群」、幼少期では「自転車群」が発生する。
全モードで「木馬群」が発生することがあり、こちらは期待度50%オーバーの激アツ演出（３大激アツ）となっている。
全モード共通で、全てのアニメキャラが画面を横切る「オールキャスト群」が発生した場合はプレミアム。
図柄ボイス予告
リーチ後に、リーチ図柄内のキャラクターが喋る。
内容は「リーチ」、「チャンス」、「激アツ！」、「おめでとう！」の4種類がある。
「激アツ！」なら期待度50%オーバー（３大激アツ）となり、「おめでとう！」なら大当り確定のプレミアム。